# Jan Frans Willems

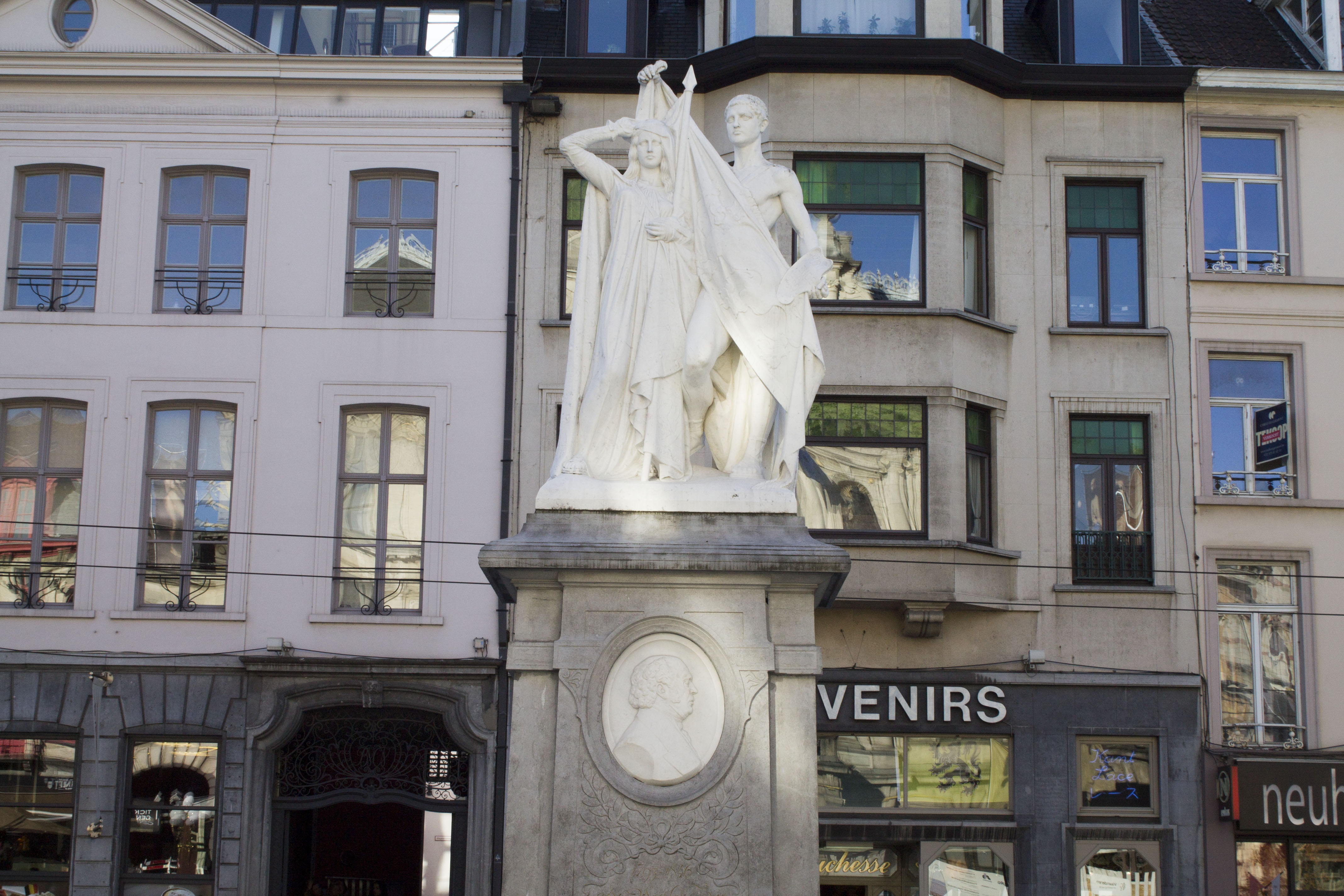
J.F. Willems

Jan Frans Willems (11 martie, 1793 - 24 iunie, 1846), a fost un scriitor flamand și unul dintre fondatorii Mișcării Flandra.